# Puig-reig
Pour les articles homonymes, voir Puig et Reig.
Puig-reig est une commune dans la communauté autonome de Catalogne, province de Barcelone, de la comarque de Berguedà.

## Histoire

### Les Templiers et les Hospitaliers
En 1187, Guilhem de Berguedà légua aux Templiers le château et la ville de Puig-reig mais cette donation ne fut effective qu'en 1231 à la suite de l'approbation de son testament par le roi Jacques Ier d'Aragon. Entre-temps, la vicomté de Berguedà, dont cette ville, avait été vendue au roi Pierre d'Aragon dit le catholique (1199). Puig-reig faisait alors partie de la baillie templière regroupant les biens dans le Berguedà et en Cerdagne puis devint le chef-lieu de cette baillie: la commanderie de Puig reig.
Après la dévolution des biens de l'ordre du Temple, cette commanderie devint membre de la commanderie hospitalière de l'ordre de Saint-Jean de Jérusalem de Cervera. Les biens de l'ordre de Saint-Jean de Jérusalem auxquels se sont ajoutés ceux de l'ordre du Temple étant regroupés au sein du grand prieuré de Catalogne créé en 1319 et dont le prieur était aussi châtelain d'Amposta.

#### Liste des commandeurs templiers de Puig-reig[2]
- Ramon de Vilanova (Villanueva), commandeur de Puig-reig et de la baillie du Berguedà et de Cerdagne (1236-jan. 1241)
- Arnau del Prades, commandeur de la baillie du Berguedà et de Cerdagne (fév. 1243)
- Ramon de Vilanova, commandeur de Puig-reig et de la baillie du Berguedà et de Cerdagne (juill. 1244-mai 1254)
- Pere d'Orpinell, commandeur de Puig-reig (Jan. 1256)
- Ramon de Vilanova, commandeur de Puig-reig et de la baillie du Berguedà et de Cerdagne (avr. 1258-Jan. 1267)
- Berenguer de Tallada, commandeur de Puig-reig (oct.-nov. 1267)
- Bernat de Cornellá, idem (mai-déc. 1269)
- Berenguer de Portella, idem (juin 1217)
- Francis de Tallada, idem (août 1274-jan. 1276)
- Pere de Zalona, idem (juin 1277-jan. 1278)
- Francis de Tallada, idem (sept. 1278-fév. 1279)
- Guilhem Scarich, idem (Juin 1279-Mai 1280)
- Guilhem de Puignaucler, idem (août 1280-Juin 1283)
- Bernat de Torrellas, idem (juill. 1284)
- Ramon Cazador, idem (fév. 1285-Avr. 1288)
- Pere de Vilanova, idem (jan.-Fév. 1289)
- Guilhem de Passenant, idem (Août 1289-Mai 1292)
- Pere de Vilanova, idem (Août 1293-Fév. 1299)
- Ramon Saguardià, idem (v.  1300 ou av. 1292)[1] (non listé par A.J. Forey)
- Arnau del Puig, idem (1300-Mars 1307)
- Gaucerand de Biure, idem (1307)

## Personnalités liées à la commune
- Guilhem de Berguedan, troubadour du XIIe siècle.
- Frère Ramon de Saguàrdia, commandeur templier de Puig-Reg (av. 1303)[1] et tenant lieu de maître de la province d'Aragon & Catalogne pendant le siège de Miravet (1307-1308)
- Sílvia Alcàntara i Ribolleda (1944-), écrivaine, est née à Puig-reig.
- Josep Pons (1957), chef d'orchestre.
- Oriol Rosell, footballeur (1992) à le Sporting Clube de Portugal.